# Berăria Alivaria
Berăria Olivaria (cunoscută și sub numele de Olivaria sau Alivaria; în belarusă Піўзавод Аліварыя) este una dintre cele mai vechi fabrici de bere din Belarus și cea mai veche dintre cele care mai funcționează în prezent în țară. A fost fondată în anul 1864 la Minsk. Fabrica de bere deține o cotă de piață de 29% pe piața berii din Belarus, iar produsul său principal, berea marca Alivaria, are o cotă de piață de aproximativ 18%. Producția a crescut cu 43% în anul 2008, iar în 2011, fabrica ocupa locul al treilea în clasamentul cotelor de piață ale berii din Belarus.
Începând cu luna mai 2015, Grupul Carlsberg deține 67,8% din acțiunile fabricii de bere, iar Banca Europeană pentru Reconstrucție și Dezvoltare (BERD) deține 21% din acțiuni. Restul acțiunilor sunt deținute de diverși acționari individuali. BERD a finanțat fabrica de bere pentru a sprijini extinderea și modernizarea acesteia.

## Istorie
Fabrica de bere și-a început activitatea pe 29 ianuarie 1864 la Minsk. A fost naționalizată în anul 1917, iar în 1994 a devenit societate pe acțiuni.

## Varietăți
Principalul produs al fabricii de bere Olivaria este berea marca Alivaria, care deține aproximativ 18% din cota de piață a berii din Belarus. De asemenea, fabrica este specializată și în producția de cvas.